# No Quarter: Jimmy Page and Robert Plant Unledded
No Quarter is een livealbum uit 1994 van voormalig Led Zeppelin leden Jimmy Page (gitarist en producer) en Robert Plant (zanger). De hereniging tussen Page en Plant werd vastgelegd tijdens een opname van het programma MTV Unplugged van de Amerikaanse muziekzender MTV. De opnames vonden plaats in Marokko, Wales en Londen. Het was geen hereniging van Led Zeppelin omdat voormalig bassist en toetsenist John Paul Jones niet deelnam. Jones was zelfs niet op de hoogte van het project. Hij was, zo verklaarde hij later, niet blij met het feit dat Page en Plant het album No Quarter noemden; een Led Zeppelin nummer dat grotendeels door Jones geschreven is.
Het album bevat akoestisch bewerkte Led Zeppelin nummers, uitgevoerd onder begeleiding van een Marokkaanse strijkersgroep, een Egyptisch orkest, het Londen Metropool Orkest en een groep rockmuzikanten. Ook zijn er vier nummers opgenomen met muzikale invloeden uit het Midden-Oosten en Marokko: "City Don’t Cry", "Wonderful One", "Wah Wah" en "Yallah" (op de heruitgave van 2004 en op de dvd-uitgave verschenen als "The Truth Explodes").
Robert Plant was zeer positief over de hernieuwde samenwerking met Jimmy Page. Zo verklaarde hij in 2009 in een interview met het Engelse muziektijdschrift Uncut:

De wil en geestdrift tijdens de opnames van "Unledded" was fantastisch en Page was heel creatief. Jimmy en ik gingen een kamer binnen en "het" was terug. Zijn riffs waren spectaculair. Zoals we het brachten en de tour die we maakten, het was een van de meest ambitieuze en geestverruimende ervaringen ooit. 

Het album stond twaalf weken genoteerd in de Nederlandse Album Top 100 met als hoogste notering de 33e plaats.

## Nummers

#### Originele uitgave 1994
1. Nobody’s Fault But Mine (Page/Plant) - 4:06
2. Thank You (Page/Plant) - 5:48
3. No Quarter (Jones/Page/Plant) - 3:45
4. Friends (Page/Plant) - 4:36
5. Yallah (Page/Plant) - 4:59
6. City Don’t Cry (Page/Plant) - 6:08
7. Since I’ve Been Loving You (Jones/Page/Plant) - 7:30
8. The Battle of Evermore (Page/Plant)
9. Wonderful One (Page/Plant) - 4:57
10. Wah Wah (Page/Plant) - 3:59
11. That's the Way (Page/Plant) - 5:35
12. Gallows Pole (trad. arr. Page/Plant) - 4:09
13. Four sticks (Page/Plant) - 4:52
14. Kashmir (Page/Plant/Bonham) - 12:27

#### Heruitgave 2004
In 2004 verscheen er een heruitgave van het album met een nieuwe hoes en het nummer "The Rain Song" werd toegevoegd. "Thank You" verdween en de nummers "City Don’t Cry" en "Wonderful One" werden bewerkt. Het nummer "Yallah" werd hernoemd tot "The Truth Explodes".
1. Nobody's Fault but Mine - 3:57
2. No Quarter - 3:47
3. Friends - 4:35
4. The Truth Explodes (Originele uitgave 1994 Yallah) - 4:42
5. The Rain Song (Page/Plant) - 7:29
6. City Don't Cry (Opnieuw bewerkt) - 3:15
7. Since I've Been Loving You - 7:28
8. The Battle of Evermore - 6:40
9. Wonderful One (Opnieuw bewerkt) - 3:23
10. Wah Wah - 5:24
11. That's the Way - 5:37
12. Gallows Pole - 4:17
13. Four Sticks - 4:57
14. Kashmir - 12:36

#### Dvd-uitgave 2004
Naast de heruitgave van het album verscheen er in 2004 ook een dvd-versie. Daarop zijn een interview met Page en Plant en een beeldmontage over Marokko te zien. Extra toegevoegde Led Zeppelin nummers zijn: "Black dog", "What Is and What Should Never Be" en "When the levee breaks". Ook de videoclip van het nummer "Most High" is op de dvd te zien. Dit nummer komt van hun album Walking into Clarksdale uit 1998. Plant en Page doneerden een deel van de opbrengst aan de, door Bob Geldof en Midge Ure in 1984 opgerichte, stichting Band Aid.
1. No Quarter
2. Thank You
3. What Is and What Should Never Be (Page/Plant)
4. The Battle of Evermore
5. Gallows Pole
6. Nobody's Fault but Mine
7. City Don't Cry
8. The Truth Explodes
9. Wah Wah
10. When the levee breaks (Page/Plant/Jones/Bonham/Memphis Minnie)
11. Wonderful One
12. Since I've Been Loving You
13. The Rain Song
14. That's the Way
15. Four Sticks
16. Friends
17. Kashmir

Bonus materiaal
- Black dog
- Beeldmontage over Marokko
- Videoclip "Most High" (Walking into Clarksdale, 1998)
- Interview met Page en Plant

## Bezetting
- Robert Plant - zang
- Jimmy Page - akoestische gitaar, elektrische gitaar, mandoline
- Charlie Jones - basgitaar, percussie
- Michael Lee - drums, percussie
- Porl Thompson - gitaar, banjo
- Najma Akhtar - zang
- Jim Sutherland - mandoline, bodhrán
- Nigel Eaton - draailier
- Ed Shearmur - hammondorgel, arrangementen voor Engels en Egyptisch orkest

#### Egyptisch orkest
- Hossam Ramzy - doholla (dubbelzijdige trommel), orkestleider
- Ali Abdel Salem - lijsttrommel
- Farid Khashab - lijsttrommel, tamboerijn
- Farouk El Safi - lijsttrommel
- Ibrahim Abdel Khliq - lijsttrommel, handtrommel, tingsha
- Bashir Abdel Aal - ney
- Abdel Salam Kheir - oed
- Waeil Abu Bakr - snaarinstrumenten
- Bahig Mikhaeel - snaarinstrumenten
- Hanafi Soliman - snaarinstrumenten
- Amin Abdel Azim - snaarinstrumenten

#### Muzikanten in Marrakesh, Marokko
- Brakhim El Balkani
- Hassan El Arfaoui
- El Mahjoub El Mathoun
- Abdelkah Eddahmane

#### Londen Metropool Orkest
- Sandy Lawson - didgeridoo
- Storme Watson - didgeridoo

Viool
- Rosemary Furniss
- David Juritz
- Rita Manning
- Elizabeth Layton
- Ian Humphries
- Perry Montague-Mason
- Mark Berrow
- Pauline Lowbury
- Clare Thompson
- Jessica O'Leary
- David Ogden
- Peter Hanson
- Jeremy Williams
- Cathy Thompson
- Ed Coxon
- Anne Morlee
- Harriet Davies

Altviool
- Andrew Brown
- Rusen Gunes
- Andrew Parker
- Bill Hawkes
- Nicholas Pendlebery
- John Jezard
- Janet Atkins

Cello
- Caroline Dale
- Cathy Giles
- Stephen Milne
- Ben Chappell
- Jonathan Tunnel

## Productie en techniek
- Jimmy Page - producer
- Robert Plant - producer
- Mike Gregovich - geluidstechnicus
- Martin Meissonnier - percussie-producer van de nummers "Yallah" ("The Truth Explodes") en "Wonderful One"
- Andy Earl - fotografie
- Cally - ontwerp
- Kevin Shirley - remix en geluid 2004 versie

John Bonham · John Paul Jones · Jimmy Page · Robert Plant